# Col de Portet
De Col de Portet of Col du Portet is een 2.215 meter hoge bergpas in de Franse Pyreneeën, in het department Hautes-Pyrénées, regio Occitanie. De oostelijke kant van de pas is voorzien van een asfaltweg en ligt in het hart van het skigebied boven Saint-Lary-Soulan. In de zomer is het een van de toegangspoorten tot het Néouvielle-massief en het Nationaal park Pyrénées voor wandelaars.

## Ronde van Frankrijk
Een finish op de Col de Portet was al voorgesteld door de stad Saint-Lary-Soulan voor de Ronde van Frankrijk 1982, nadat er al verschillende aankomsten bij het skistation Pla d'Adet waren geweest. De geplande klim werd eind mei 1982 echter geannuleerd en vervangen door een finish op Pla d'Adet.
Na nog 36 jaar te hebben gewacht, werd de klim naar de Col de Portet geïntroduceerd in de Ronde van Frankrijk 2018, als aankomstplaats voor etappe 17. De Colombiaanse wielrenner Nairo Quintana kwam in deze etappe solo als eerste over de streep. Quintana kreeg dat jaar voor die winst op de hoogste pas van dat jaar ook de Souvenir Henri Desgrange-prijs.
De aankomstplaats werd opnieuw geselecteerd voor de zeventiende etappe van de Ronde van Frankrijk 2021. Door de passage over de Port d'Envalira wordt de Souvenir Henri Desgrange dat jaar niet toegekend op de Col de Portet.
Als eerste op de top:
- 2018 -  Nairo Quintana
- 2021 -  Tadej Pogačar